# Phthonosema invenustaria
Phthonosema invenustaria är en fjärilsart som beskrevs av John Henry Leech 1891. Phthonosema invenustaria ingår i släktet Phthonosema och familjen mätare. Inga underarter finns listade i Catalogue of Life.